# Patrick Holzer
Patrick Holzer (San Candido, 23 marzo 1970) è un ex sciatore alpino italiano specialista di supergigante e slalom gigante.

## Biografia
Originario di Sesto, Holzer debuttò in campo internazionale in occasione dei Mondiali juniores di Hemsedal/Sälen 1987, piazzandosi 6º nella prova di slalom gigante; bissò il piazzamento due anni dopo, nella rassegna iridata giovanile di Alyeska 1989. Ottenne il primo risultato di rilievo in Coppa del Mondo il 1º marzo 1991 nello slalom gigante di Lillehammer (5º) e due settimane dopo, il 17 marzo, conquistò il primo podio grazie al 2º posto nel supergigante disputato a Lake Louise.
La prima vittoria arrivò nella stagione 1991-1992, il 12 gennaio 1992 nel supergigante di Garmisch-Partenkirchen; poco più tardi partecipò ai XVI Giochi olimpici invernali di Albertville 1992, sua prima presenza olimpica, senza concludere né il supergigante né lo slalom gigante. Partecipò ai Campionati mondiali di Sierra Nevada 1996 e Sestriere 1997, in entrambi i casi senza concludere lo slalom gigante; anche ai XVIII Giochi olimpici invernali di Nagano 1998, sua ultima presenza olimpica, non portò a termine lo slalom gigante.
Nel 1999 conquistò la sua seconda e ultima vittoria in Coppa del Mondo, il 5 gennaio a Kranjska Gora in slalom gigante, e il suo miglior piazzamento iridato: a Vail/Beaver Creek 1999 fu infatti 6º, sempre in slalom gigante. Prese ancora parte ai Mondiali di Sankt Anton am Arlberg 2001, senza concludere lo slalom gigante, e si ritirò alla fine della stagione 2002-2003; la sua ultima gara di Coppa del Mondo fu lo slalom gigante di Yongpyong del 1º marzo e la sua ultima gara in carriera fu lo slalom gigante dei Campionati italiani 2003, disputato il 29 marzo a Ponte di Legno/Passo del Tonale: in entrambi i casi non completò la prova.

## Palmarès

### Coppa del Mondo
- Miglior piazzamento in classifica generale: 26º nel 1999
- 4 podi: 
  - 2 vittorie
  - 2 secondi posti

#### Coppa del Mondo - vittorie
| Data            | Località               | Paese    | Specialità |
| --------------- | ---------------------- | -------- | ---------- |
| 12 gennaio 1992 | Garmisch-Partenkirchen | Germania | SG         |
| 5 gennaio 1999  | Kranjska Gora          | Slovenia | GS         |

Legenda:

SG = supergigante

GS = slalom gigante

### Coppa Europa
- 3 podi (dati dalla stagione 1994-1995):
  - 1 vittoria
  - 3 secondi posti

#### Coppa Europa - vittorie
| Data          | Località         | Paese   | Specialità |
| ------------- | ---------------- | ------- | ---------- |
| 15 marzo 2002 | Le Grand-Bornand | Francia | GS         |

Legenda:

GS = slalom gigante

### Campionati italiani
- 2 medaglie[1]:
  - 1 oro (slalom gigante nel 1998)
  - 1 bronzo (slalom gigante nel 1995)